# Europa Cup (korfbal) 1981
De Europacup korfbal 1981 was de 15e editie van dit internationale korfbaltoernooi. 
Het deelnemersveld bestond in deze editie uit 4 teams, 1 team uit Nederland, België, Duitsland en Verenigd Koninkrijk.
Het toernooi werd in dit jaar afgewerkt in 1 dag. Slechts 1 halve finale, gevolgd door een finale.

## Deelnemers
Poule
| Club         | Plaats         |
| ------------ | -------------- |
| PKC          | Papendrecht    |
| Vultrix      | ?              |
| Kwik         | Merksem        |
| Adler Rauxel | Castrop-Rauxel |

## Het Toernooi

### Wedstrijdschema
|  | halve finale | halve finale | halve finale |   |  | finale       | finale       | finale |
|  |              |              |              |   |  |              |              |        |
|  |              |              |              |   |  |              |              |        |
|  |              | PKC          | 12           |   |  |              |              |        |
|  |              | Vultrix      | 2            |   |  |              |              |        |
|  |              |              |              |   |  |              |              |        |
|  |              |              |              |   |  |              |              |        |
|  |              |              |              |   |  |              |              |        |
|  |              |              |              |   |  |              | PKC          | 9      |
|  |              |              | Kwik         | 7 |  |              |              |        |
|  |              |              |              |   |  |              |              |        |
|  |              |              |              |   |  | 3e/4e plaats |              |        |
|  |              |              |              |   |  |              |              |        |
|  |              | Kwik         | 8            |   |  | Vultrix      | 4            |        |
|  |              | Adler Rauxel | 2            |   |  |              | Adler Rauxel | 4      |

| Kampioen EuropaCup 1981 |
| ----------------------- |
| PKC Derde titel         |

## Eindklassement
| Positie | Club         |
| ------- | ------------ |
| Goud    | PKC          |
| Zilver  | Kwik         |
| Brons   | Adler Rauxel |
| 4       | Vultrix      |